# Saint-Michel-de-Montjoie
Saint-Michel-de-Montjoie és un municipi francès situat al departament de la Manche i a la regió de Normandia. L'any 2007 tenia 338 habitants.

## Demografia

### Població
El 2007 la població de fet de Saint-Michel-de-Montjoie era de 338 persones. Hi havia 174 famílies de les quals 68 eren unipersonals (30 homes vivint sols i 38 dones vivint soles), 68 parelles sense fills, 34 parelles amb fills i 4 famílies monoparentals amb fills.
La població ha evolucionat segons el següent gràfic:
Habitants censats

### Habitatges
El 2007 hi havia 275 habitatges, 176 eren l'habitatge principal de la família, 75 eren segones residències i 25 estaven desocupats. 270 eren cases i 2 eren apartaments. Dels 176 habitatges principals, 136 estaven ocupats pels seus propietaris, 37 estaven llogats i ocupats pels llogaters i 2 estaven cedits a títol gratuït; 2 tenien una cambra, 18 en tenien dues, 36 en tenien tres, 55 en tenien quatre i 64 en tenien cinc o més. 162 habitatges disposaven pel capbaix d'una plaça de pàrquing. A 98 habitatges hi havia un automòbil i a 60 n'hi havia dos o més.

### Piràmide de població
La piràmide de població per edats i sexe el 2009 era:
| Homes | Edats   | Dones |
| ----- | ------- | ----- |
| 0     | 95 o +  | 0     |
| 0     | 90 a 94 | 0     |
| 0     | 85 a 89 | 0     |
| 4     | 80 a 84 | 8     |
| 12    | 75 a 79 | 12    |
| 28    | 70 a 74 | 20    |
| 20    | 65 a 69 | 16    |
| 12    | 60 a 64 | 24    |
| 0     | 55 a 59 | 4     |
| 16    | 50 a 54 | 4     |
| 16    | 45 a 49 | 24    |
| 8     | 40 a 44 | 8     |
| 8     | 35 a 39 | 8     |
| 8     | 30 a 34 | 8     |
| 12    | 25 a 29 | 8     |
| 8     | 20 a 24 | 4     |
| 4     | 15 a 19 | 8     |
| 24    | 10 a 14 | 8     |
| 4     | 5 a 9   | 0     |
| 8     | 0 a 4   | 4     |

## Economia
El 2007 la població en edat de treballar era de 214 persones, 147 eren actives i 67 eren inactives. De les 147 persones actives 128 estaven ocupades (77 homes i 51 dones) i 20 estaven aturades (11 homes i 9 dones). De les 67 persones inactives 50 estaven jubilades, 1 estava estudiant i 16 estaven classificades com a «altres inactius».

### Ingressos
El 2009 a Saint-Michel-de-Montjoie hi havia 159 unitats fiscals que integraven 315 persones, la mediana anual d'ingressos fiscals per persona era de 14.985 €.

### Activitats econòmiques
Dels 14 establiments que hi havia el 2007, 3 eren d'empreses de fabricació d'altres productes industrials, 7 d'empreses de construcció, 2 d'empreses de comerç i reparació d'automòbils, 1 d'una empresa de serveis i 1 d'una empresa classificada com a «altres activitats de serveis».
Dels 6 establiments de servei als particulars que hi havia el 2009, 2 eren paletes, 3 fusteries i 1 lampisteria.
L'únic establiment comercial que hi havia el 2009 era una botiga de menys de 120 m².
L'any 2000 a Saint-Michel-de-Montjoie hi havia 43 explotacions agrícoles que ocupaven un total de 850 hectàrees.

## Poblacions més properes
El següent diagrama mostra les poblacions més properes.